# Набережно-Морквашское сельское поселение
Набережно-Морквашское сельское поселение — муниципальное образование (сельское поселение) в составе Верхнеуслонского района Татарстана.
Административный центр — село Набережные Моркваши.

## Население
| 2010  | 2011  | 2012 | 2013 | 2014 | 2015  | 2016  |
| ----- | ----- | ---- | ---- | ---- | ----- | ----- |
| 930   | ↘928  | ↗954 | ↘951 | ↗977 | ↗1000 | ↗1030 |
| 2017  | 2018  |      |      |      |       |       |
| ↗1033 | ↘1015 |      |      |      |       |       |

## Населённые пункты
На территории сельского поселения расположены 7 населённых пунктов:
- сёла: Набережные Моркваши, Лесные Моркваши.
- деревня: Покровка.
- посёлки: Никольский, Пустые Моркваши, Десятидворка, Пятидворка.